# جیمبومبا
جیمبومبا (به انگلیسی: Jimboomba) یک شهرک در استرالیا است که در کوئینزلند واقع شده‌است.